# 사업계획서

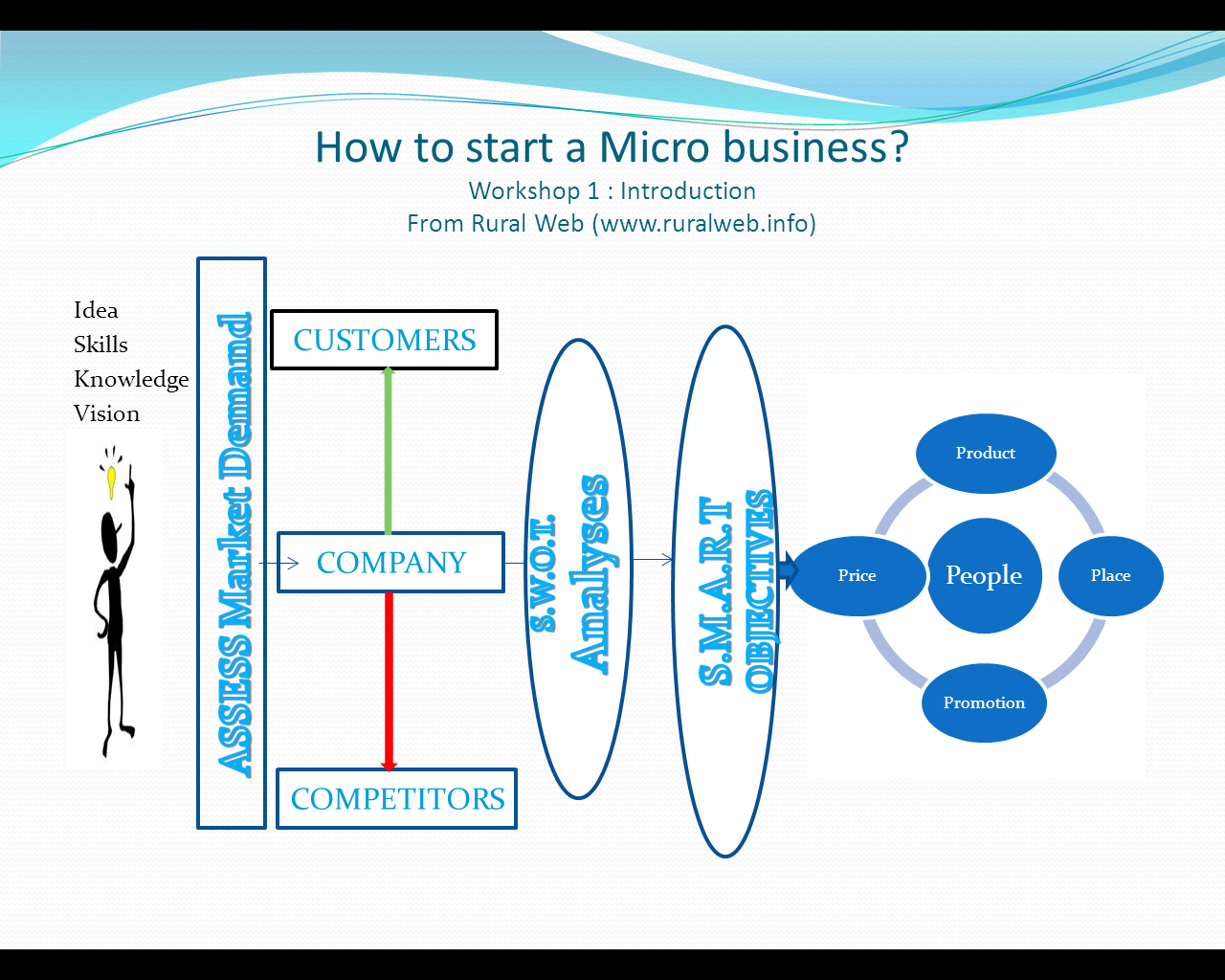

사업계획서(business plan, 事業計劃書)란 사업의 내용을 정리하거나 계획을 나타낸 문서를 말한다. 주로 기업의 현황과 구조, 경영 전략, 마케팅, 창업 멤버, 재정 등을 기입한다. 또 사업계획서의 기간을 얼마로 두는지에 따라 내용의 구성이 크게 달라질 수 있다. 주로 사업의 인가/허가, 사업 자금의 지원을 받아내는 것을 목표로 작성된다.

## 내용
사업 계획은 의사 결정 도구이다. 사업계획의 내용과 형식은 목표와 대상에 따라 결정된다. 예를 들어, 비영리 단체의 사업 계획에서는 사업 계획과 조직의 사명 간의 적합성을 논의할 수 있다. 은행은 채무 불이행에 대해 상당히 우려하고 있으므로 은행 대출에 대한 사업 계획은 조직의 대출 상환 능력에 대한 설득력 있는 사례를 구축할 것이다. 벤처 캐피털리스트는 주로 초기 투자, 타당성 및 종료 가치 평가에 관심을 갖는다. 자기자본 조달이 필요한 프로젝트에 대한 사업 계획에서는 현재 자원, 향후 성장 기회, 지속 가능한 경쟁 우위가 높은 종료 가치로 이어지는 이유를 설명해야 한다.
사업 계획서를 준비하려면 재무, 인적 자원 관리, 지식 재산 관리, 공급망 관리, 운영 관리, 마케팅 등 다양한 비즈니스 분야의 광범위한 지식을 활용해야 한다. 사업 계획을 각 주요 사업 분야에 대해 하나씩 하위 계획의 모음으로 보는 것이 도움이 될 수 있다.
"... 좋은 사업 계획은 사업에 익숙하지 않은 사람에게 좋은 사업을 신뢰할 수 있고 이해하기 쉽고 매력적으로 만드는 데 도움이 될 수 있다. 좋은 사업 계획을 작성한다고 해서 성공이 보장될 수는 없지만 실패확률을 줄이는 데 큰 도움이 될 수 있다."

## 같이 보기
- 비즈니스 모델 캔버스
- 사업 모형
- 재무회계
- 비용 편익 분석
- 낙관적 편향
- 기업가 정신